# Songs of Silence
Songs of Silence – Live in Tokyo je první koncertní album finské power metalové kapely Sonata Arctica vydané 20. listopadu 2002. Album bylo nahráno 4. září 2001 na Shibuya On Air East festivalu v Tokiu.

## Seznam skladeb
1. Intro
2. Weballergy
3. Kingdom For A Heart
4. Sing In Silence
5. False News Travel Fast
6. Last Drop Falls
7. Respect The Wilderness
8. Fullmoon
9. The End Of This Chapter
10. Replica
11. My Land
12. Black Sheep
13. Wolf And Raven

Bonusové CD – asijská edice
1. Blank File
2. Land of the Free
3. PeaceMaker (studiová verze)

## Obsazení
- Tony Kakko – zpěv
- Jani Liimatainen – kytara
- Mikko Härkin – klávesy
- Marko Paasikoski – baskytara
- Tommy Portimo – bicí